# チョウセンメクラチビゴミムシ属
チョウセンメクラチビゴミムシ属（チョウセンメクラチビゴミムシぞく、学名: Coreoblemus）とは1969年に日本の長崎県・対馬で発見されたコウチュウ目（鞘翅目）オサムシ科チビゴミムシ亜科の昆虫の属の一つである。現在、チョウセンメクラチビゴミムシ属はツシマメクラチビゴミムシC. venustus の1種のみが確認されている。
1969年に国立科学博物館動物研究部の上野俊一によって対馬でチビゴミムシ亜科の昆虫5種が発見された。その中の1種は日本固有種には見られない特徴をいくつも持ち、朝鮮半島の洞窟性チビゴミムシ（メクラチビゴミムシ）に似た特徴をもつところから、西日本の種と同じ属に含めるのに無理があると判断され、チョウセンメクラチビゴミムシ属という新しい属が作られ、これに属するツシマメクラチビゴミムシが命名された。
起源は古いと思われ、新生代第三紀中新世以前から対馬にいたのではないかと推測されている。

## 特徴
- 複眼がなく、後翅も体の色素もない。
- 体表を覆う細毛がない。
- 前頭部と頬部とにそれぞれ1対ずつの剛毛がある。
- 前胸背両側の背面剛毛列が弧状に並んだ多数の剛毛から成り、上翅側縁部の第5丘孔点が前方へ移動して第6丘孔点から遠く離れている。